# Baofeng UV-5R
El Baofeng UV-5R (Chino: 宝锋; pinyin: Bǎo fēng), es un transceptor de radio portátil fabricado por el fabricante chino Baofeng. Este modelo fue la primera radio de banda dual (VHF/UHF) distribuida con éxito por una marca china. Es económico y relativamente sencillo de utilizar (aunque resulta tedioso programarlo sin software de ordenador). Por este motivo, lo utilizan tanto radioaficionados como usuarios profesionales de todo el mundo y emite una señal FM de unos 4 vatios. Debido a las regulaciones de Ofcom, una variedad de radios Baofeng, desde la UV-5R hasta la UV-21, no pueden transmitir en el Reino Unido entre 480 MHz y 520 MHz a pesar de que se anuncia que transmiten entre 400 MHz y 520 MHz.

## Historia
El Baofeng UV-5R se fabrica desde 2012 y se exporta a mercados de todo el mundo. La controvertida radio no tenía certificación FCC Parte 95 en los Estados Unidos. Como resultado, no fue autorizado para su uso en el GMRS y FRS, sólo para radioaficionados. Baofeng lanzó otros modelos basados en la tecnología UV-5R desde 2012. Otras radios de otros fabricantes chinos tienen principalmente la misma gama de funciones, especificaciones y menú que el UV-5R, por ejemplo el Retevis RT5.
El UV-5R ha atraído la atención de múltiples reguladores de telecomunicaciones debido a problemas relacionados principalmente con la interferencia de frecuencia y su venta y uso está prohibido en Suiza, Alemania, Polonia y Sudáfrica. La Agencia Federal de Redes Alemana ha prohibido el dispositivo porque amortigua demasiado mal los armónicos y, por lo tanto, puede molestar a otros usuarios. La Autoridad Independiente de Comunicaciones de Sudáfrica emitió una prohibición después de descubrir que el UV-5R causaba interferencias de radiofrecuencia y tenía capacidades de sintonización continua, una característica que requeriría que un operador obtenga una licencia de asignación de frecuencia antes de comprar o usar el dispositivo.

### Comercialización y distribución ilegal en Estados Unidos
La FCC citó al importador Amcrest Industries con sede en Houston, Texas, que posee y opera la radio Baofeng en EE. UU., por comercializar ilegalmente el UV-5R, "capaz de operar fuera del alcance de su autorización de equipo", según la citación de la FCC, lo cual está fuera de su autorización Parte 90 otorgada. La FCC afirma que Amcrest comercializó "radios portátiles FM de la serie UV-5R capaces de transmitir en 'frecuencias restringidas'". Las revisiones posteriores del UV-5R vendidas en los EE. UU. tenían frecuencias de transmisión bloqueadas en las bandas de radioaficionados; sin embargo, existe una combinación de teclas para desbloquear la capacidad de transmitir en la banda completa.

### Uso en la guerra ruso-ucraniana
Tanto las fuerzas rusas como las ucranianas han utilizado varias radios Baofeng, incluida la Baofeng UV-5R, en la guerra ruso-ucraniana y en la actual invasión rusa de Ucrania.

## Características
La radio está diseñada para transmitir en VHF (en la banda de 2 metros ) y escanear entre 136 y 174 MHz ( VHF ) y en UHF (en la banda de 70 centímetros ) y escanear entre 400 y 520 Radio frecuencia ( MHz ). (480 MHz y superiores no están disponibles en el Reino Unido debido a las regulaciones de Ofcom). Las características incluyen compatibilidad con CTCSS, compatibilidad con DCS, 128 canales de programación, compatibilidad con repetidor, doble vigilancia y doble recepción, una linterna LED, indicaciones de voz en inglés o chino e iluminación LED programable para la pantalla LCD.
La programación de canales y frecuencias mediante la programación del panel frontal (FPP) es un desafío y requiere mucho tiempo. La programación a través de una computadora es mucho más fácil utilizando la aplicación CHIRP y un cable USB a radio específico.

## En la cultura popular
Un Baofeng UV-5R con una batería mejorada se utilizó como accesorio en Ghostbusters: Frozen Empire.